# Beaumont-Pied-de-Bœuf (Mayenne)
Beaumont-Pied-de-Bœuf és un municipi francès situat al departament de Mayenne i a la regió de País del Loira. L'any 2007 tenia 197 habitants.

## Demografia

### Població
El 2007 la població de fet de Beaumont-Pied-de-Bœuf era de 197 persones. Hi havia 70 famílies de les quals 12 eren unipersonals (12 homes vivint sols), 23 parelles sense fills, 27 parelles amb fills i 8 famílies monoparentals amb fills.
La població ha evolucionat segons el següent gràfic:
Habitants censats

### Habitatges
El 2007 hi havia 85 habitatges, 68 eren l'habitatge principal de la família, 11 eren segones residències i 5 estaven desocupats. 84 eren cases i 1 era un apartament. Dels 68 habitatges principals, 58 estaven ocupats pels seus propietaris, 8 estaven llogats i ocupats pels llogaters i 3 estaven cedits a títol gratuït; 1 tenia dues cambres, 7 en tenien tres, 15 en tenien quatre i 45 en tenien cinc o més. 54 habitatges disposaven pel capbaix d'una plaça de pàrquing. A 29 habitatges hi havia un automòbil i a 38 n'hi havia dos o més.

### Piràmide de població
La piràmide de població per edats i sexe el 2009 era:
| Homes | Edats   | Dones |
| ----- | ------- | ----- |
| 0     | 95 o +  | 0     |
| 0     | 90 a 94 | 0     |
| 0     | 85 a 89 | 4     |
| 0     | 80 a 84 | 0     |
| 4     | 75 a 79 | 0     |
| 4     | 70 a 74 | 4     |
| 8     | 65 a 69 | 8     |
| 0     | 60 a 64 | 4     |
| 0     | 55 a 59 | 0     |
| 4     | 50 a 54 | 4     |
| 4     | 45 a 49 | 4     |
| 12    | 40 a 44 | 4     |
| 0     | 35 a 39 | 20    |
| 8     | 30 a 34 | 0     |
| 12    | 25 a 29 | 4     |
| 8     | 20 a 24 | 8     |
| 12    | 15 a 19 | 4     |
| 4     | 10 a 14 | 20    |
| 0     | 5 a 9   | 12    |
| 4     | 0 a 4   | 4     |

## Economia
El 2007 la població en edat de treballar era de 122 persones, 82 eren actives i 40 eren inactives. De les 82 persones actives 75 estaven ocupades (41 homes i 34 dones) i 8 estaven aturades (3 homes i 5 dones). De les 40 persones inactives 11 estaven jubilades, 8 estaven estudiant i 21 estaven classificades com a «altres inactius».

### Ingressos
El 2009 a Beaumont-Pied-de-Bœuf hi havia 73 unitats fiscals que integraven 209,5 persones, la mediana anual d'ingressos fiscals per persona era de 13.598 €.

### Activitats econòmiques
Dels 9 establiments que hi havia el 2007, 1 era d'una empresa de construcció, 4 d'empreses de comerç i reparació d'automòbils, 2 d'empreses immobiliàries, 1 d'una empresa de serveis i 1 d'una empresa classificada com a «altres activitats de serveis».
L'únic servei als particulars que hi havia el 2009 era un paleta.
L'any 2000 a Beaumont-Pied-de-Bœuf hi havia 23 explotacions agrícoles que ocupaven un total de 949 hectàrees.

## Equipaments sanitaris i escolars
El 2009 hi havia una escola elemental integrada dins d'un grup escolar amb les comunes properes formant una escola dispersa.

## Poblacions més properes
El següent diagrama mostra les poblacions més properes.